# Pamětní dvoueurové mince roku 2015
Pamětní dvoueurové mince jsou speciální mince měny euro, které mají připomínat významnou historickou událost či aktuální dění ve vydávající zemi. V roce 2015 bylo vydáno či bude vydáno více než dvě desítky různých mincí. Každý stát může vydat 2 pamětní dvoueurové mince za rok, navíc všechny členské státy eurozóny vydají v tomto roce společnou sérií mincí jako připomenutí 30 let od zavedení vlajky Evropské unie. 
Evropská unie dovolila od roku 2004 jednotlivým státům eurozóny (a několika mikrostátům, které mají s EU měnovou dohodu) vydávat omezený počet vlastních pamětních oběžných euromincí, ale pouze v hodnotě dvou eur. Mince jsou oběžné, v běžném platebním styku se však pro oblibu mezi sběrateli (na rozdíl od běžných dvoueurových mincí) téměř nevyskytují nebo jen zřídka. 

## Mince, jež byly ohlášeny v Úředním věstníku EU
| Vydávající stát | Událost                                                                                                   | Množství | Datum             |  |
| --- | --- | --- | ----------------- |  |
| Německo - 1. mince | Hesensko ze série „Länder“ („Spolkové země“)                                                              | 30 milionů mincí | leden 2015        |  |
| Popis: Na návrhu je klasické vyobrazení kostela sv. Pavla ve Frankfurtu („Paulskirche“ byl sídlem prvního německého svobodně voleného zákonodárného sboru, ustaveného v r. 1849, a je proto považován za kolébku německé demokracie). Jedná se o nejznámější a ceněné vyobrazení tohoto kostela. V návrhu ostře vystupuje kontrast mezi dominantou věže a eliptickou strukturou kostela. Mírně zveličené schodiště vybízí ke vstupu a zároveň ukotvuje nápis „HESSEN“. Vlevo ve vnitřním kruhu je dále umístěn letopočet „2015“ a značka příslušné mincovny, vpravo označení vydávající země „D“ a značka rytce „HH“.                                         | | |                   |  |
| | | |                   |  |
| Německo - 2. mince | 25 let německé národní jednoty                                                                            | 30 milionů mincí | leden 2015        |  |
| Popis: Lidé v popředí, kteří ztělesňují nový začátek a pokrok směrem k lepší budoucnosti, stojí před Braniborskou bránou, symbolem německé národní jednoty. Ztvárnění nápisu Wir sind ein Volk („Jsme jeden národ“) – kolektivního projevu vůle německých občanů – vyjadřuje cestu vpřed ke znovusjednocení Německa. Ve vnitřním kruhu se dále nachází značka příslušné mincovny (A, D, F, G nebo J), jakož i kód vydávající země „D“ a iniciály rytce „BW“ – Bernda Wendhuta. | | |                   |  |
| | | |                   |  |
| Lotyšsko - 1. mince | Lotyšské předsednictví Radě EU                                                                            | 2 miliony mincí | leden 2015        |  |
| Popis: Návrh zobrazuje oficiální logo lotyšského předsednictví Rady Evropské unie. Logo je doplněno slovy LATVIJAS PREZIDENTŪRA ES PADOMĒ („LOTYŠSKÉ PŘEDSEDNICTVÍ RADY EU“) a internetovou stránkou předsednictví „EU2015.LV“. | | |                   |  |
| | | |                   |  |
| Španělsko | Památky světového kulturního a přírodního dědictví Unesco – jeskyně Altamira                              | 8 milionů mincí | leden 2015        |  |
| Popis: V popředí návrhu je vyobrazena malba zubra z jeskyně Altamira v Kantábrii. V horní části návrhu je do kruhu velkými písmeny napsáno slovo „ESPAÑA“, ve spodní části je letopočet vydání „2015“ a vpravo mincovní značka. | | |                   |  |
| | | |                   |  |
| Slovinsko | Emona-Lublaň                                                                                              | 1 milion mincí | leden 2015        |  |
| Popis: Ústředním motivem mince je seskupení písmen tvořící slovo „EMONA“ nebo „AEMONA“ a stylizovaná kresba osady Emona. Ve spodní části je do kruhu umístěn nápis „EMONA LJUBLJANA SLOVENIJA 2015“. | | |                   |  |
| | | |                   |  |
| Francie - 1. mince | Od roku 1945 buduje Evropa mír a bezpečí                                                                  | 4 milionů mincí | leden 2015        |  |
| Popis: Na národní straně mince je moderní grafické vyobrazení holubice. Nese olivovou ratolest, symbol míru, na níž je místo lístků dvanáct hvězd evropské vlajky. Každý z 28 států Evropské unie je zastoupen svým kódem ISO. Na spodním okraji mince jsou písmena RF (République Française). Vlevo jsou značky mincovny a vpravo letopočet 2015. | | |                   |  |
| | | |                   |  |
| Finsko - 1. mince | 150. výročí narození komponisty Jeana Sibelia                                                             | 1 milion mincí | leden 2015        |  |
| Popis: Na vnitřní části mince je vyobrazeno nebe s hvězdami a v pravé části koruny stromů. Na levé vnitřní části mince jsou slova „JEAN SIBELIUS“ a letopočet „2015“. Vpravo se nachází zkratka vydávající země „FI“ a mincovní značka. | | |                   |  |
| | | |                   |  |
| Lucembursko - 1. mince | patnácté výročí nástupu Jeho královské Výsosti velkovévody na trůn                                        | 1,4 milionu mincí | březen 2015       |  |
| Popis: Na minci jsou vyobrazeny podobizny Jeho královské Výsosti velkovévody Henriho a Její královské Výsosti velkovévodkyně. Nad nimi se nachází rok nástupu na trůn „2000“, název vydávající země „Lucembursko“ a letopočet „2015“. Dole je uveden nápis „15e anniversaire de l’accession au trône de S.A.R. le Grand-Duc“ (patnácté výročí nástupu Jeho královské Výsosti velkovévody na trůn). | | |                   |  |
| | | |                   |  |
| Malta - 1. mince | první let z Malty                                                                                         | 300 tisíc mincí | březen 2015       |  |
| Popis: Mince je připomenutím důležitého mezníku v historii maltského letectví – uplynutí 100 let od uskutečnění prvního letu z Malty. Dne 13. února 1915 odstartoval z Velkého přístavu z lodi HMS Ark Royal hydroplán pilotovaný kapitánem Kilmerem. Po 55minutovém letu přistál stroj zpět v přístavu. Na minci je zobrazen hydroplán kapitána Kilmera se Singlea Point, dominantou Velkého přístavu, v pozadí. V horní části je v půlkruhu nápis „FIRST FLIGHT FROM MALTA“. Vpravo je letopočet „1915-2015“. V levé dolní části je nápis „100TH ANNIVERSARY“ a zcela dole iniciály autora návrhu „NGB“ (Noel Galea Bason).                                 | | |                   |  |
| | | |                   |  |
| Itálie - 1. mince | EXPO Milán 2015                                                                                           | 3,5 milionu mincí | březen 2015       |  |
| Popis: Na návrhu je vyobrazena kompozice symbolizující úrodnost Země: na půlkruhu představujícím zemský povrch čeká semínko zalité vodou na vyklíčení; na Zemi vyrůstá z kmene stromu vinná réva, olivová ratolest a obilný klas; okolo je nápis „NUTRIRE IL PIANETA“; na levé straně jsou iniciály autorky motivu Marie Grazie Urbani „MGU“; napravo je monogram Italské republiky „RI“ a písmeno „R“ značící římskou mincovnu; v dolní části uprostřed je umístěno logo světové výstavy v Miláně v roce 2015 EXPO MILANO 2015. | | |                   |  |
| | | |                   |  |
| Portugalsko - 1. mince | 150. výročí Portugalského červeného kříže                                                                 | 520 tisíc mincí | duben 2015        |  |
| Popis: Na návrhu je zobrazen známý kříž jako symbol organizace zabudovaný do kompozice několika k sobě přiléhajících křížů, což má představovat rozšiřování humanitárních opatření v Portugalsku i v zahraničí. Obrys ruky v pozadí symbolizuje různé druhy pomoci, které organizace poskytuje lidem. Jedná se zejména o pomoc lékařskou, ale patří sem i spolupráce, výstavba a podpora. Na levé straně je v půlkruhu nápis „CRUZ VERMELHA PORTUGUESA“. Nahoře se nachází státní znak a název vydávající země „PORTUGAL“, dole letopočty „1865“ a „2015“. | | |                   |  |
| | | |                   |  |
| Itálie - 2. mince | 750. výročí narození básníka Danta Alighieriho (1265–2015)                                                | 3,5 milionu mincí | červenec 2015     |  |
| Popis: Návrh zobrazuje Danta s otevřenou knihou v levé ruce a horu znázorňující očistec za jeho zády: detail malby inspirované Božskou komedií, kterou vytvořil malíř Domenico di Michelino (1417–1491) v chrámu S. Maria Del Fiore ve Florencii; uprostřed je monogram Italské republiky „RI“; na pravé straně písmeno „R“ značící římskou mincovnu; v dolní části je uveden nápis „SP“, iniciály autorky (Silvia Petrassi), a datum „1265–2015“, tedy roky narození básníka a vydání mince; nahoře je ve tvaru oblouku nápis „DANTE ALIGHIERI“. | | |                   |  |
| | | |                   |  |
| Portugalsko - 2. mince | 500 let od navázání prvních kontaktů s Timorem, dnes nezávislou portugalsky mluvící zemí (Východní Timor) | 520 tisíc mincí | červenec 2015     |  |
| Popis: Na návrhu je zobrazena loď z 16. století, která symbolizuje příjezd portugalských mořeplavců na ostrov, a vrchol štítu doškové střechy místního obydlí, včetně typických dřevěných skulptur připomínajících mýty a legendy. Skulptura vyobrazená na minci představuje historii prvních obyvatel, kteří připluli z jiných částí asijského kontinentu, a význam koně jako dopravního prostředku v terénu příkrých hor, které se rozprostírají na většině ostrova. Vpravo nahoře je vyryt letopočet „1515“ a název vydávající země „PORTUGAL“. Vlevo dole se nachází nápis „TIMOR“ a letopočet „2015“. Dole je podpis umělce Fernanda Fonsecy.            | | |                   |  |
| | | |                   |  |
| Malta - 2. mince | republika Malta 1974                                                                                      | 400 tisíc mincí | září 2015         |  |
| Popis: Tato mince je poslední ze série pěti mincí, které připomínají milníky v ústavní historii Malty. Malta byla vyhlášena republikou dne 13. prosince 1974 po ústavních změnách, na kterých se shodla většina maltského parlamentu. Návrh zobrazuje mramorovou pamětní desku umístěnou v průčelí prezidentského paláce v hlavním městě Valletta, která připomíná přechod Malty z monarchie na republiku. V pravé horní části je do půlkruhu napsáno „MALTA – Republic 1974“. V dolní části je uveden letopočet „2015“. | | |                   |  |
| | | |                   |  |
| San Marino - 1. mince | 750. výročí narození básníka Danta Alighieriho                                                            | 104 tisíc mincí | 2015              |  |
| Popis: Ústředním motivem návrhu je portrét Danta převzatý z Botticelliho fresky. Vpravo od portrétu je na vertikální ose vyobrazen nápis „DANTE“. V pravé části vnitřního kruhu je v půlkruhu uveden název vydávající země „SAN MARINO“. Mezi oběma nápisy je značka mincovny „R“, letopočty „1265“ a „2015“ a iniciály autorky návrhu „AM“. Typ písma použitý pro označení státu a jméno vyobrazené osobnosti byl inspirován písmem prvních výtisků Divina Commedia (Danteho Božské komedie). | | |                   |  |
| | | |                   |  |
| Francie - 2. mince | 225. výročí slavnosti Fête de la Fédération                                                               | 4 miliony mincí | červenec 2015     |  |
| Popis: Francouzský státní svátek umožňuje sjednocení všech Francouzů u příležitosti oslav republiky. Návrh je grafickým a moderním zobrazením profilu Marianny, symbolu republiky. Na hlavě má Marianne frygickou čapku. Na pravé straně, nad písmeny RF je načrtnuta kokarda a uprostřed mince je uveden letopočet. Na levé straně se nachází sloka básně „Svoboda“ francouzského básníka Paula Éluarda, která vyjadřuje devízu republiky. Vedle tohoto úryvku jsou značky mincovny. | | |                   |  |
| | | |                   |  |
| Lucembursko - 2. mince | 125. výročí Nasavsko-Weilburské dynastie                                                                  | 1,4 milionu mincí | srpen 2015        |  |
| Popis: Na levé straně mince je podobizna Jeho Královské Výsosti velkovévody Jindřicha a na pravé straně v kruhovém tvaru a chronologicky podle nástupu na trůn jsou portréty Jejich Královských Výsostí velkovévody Adolfa a Viléma IV., velkovévodkyň Marie-Adély a Šarloty a velkovévody Jana. Vpravo od podobizen je rovněž uveden kruhový nápis „1890 - Dynastie Nassau-Weilbourg“. Uprostřed mezi podobiznami je svisle uveden název vydávající země „Luxembourg“ a letopočet „2015“. | | |                   |  |
| | | |                   |  |
| Belgie - 2. mince | 2015 – Evropský rok pro rozvoj                                                                            | 250 tisíc mincí | září 2015         |  |
| Popis: Ve vnitřní části mince je ruka držící zemský glóbus, před nímž je znázorněna rostlina. V oblouku nad glóbem je uveden nápis „2015 EUROPEAN YEAR FOR DEVELOPMENT“. Pod rukou se nachází označení země „BE“ a na levé straně je značka mincmistra a bruselská mincovní značka, hlava archanděla Michaela s přilbicí. | | |                   |  |
| | | |                   |  |
| San Marino - 2. mince | 25. výročí znovusjednocení Německa                                                                        | 100 tisíc mincí | září 2015         |  |
| Popis: Hlavním motivem návrhu je Braniborská brána, která se v dobách studené války nacházela ve Východním Berlíně. Dvě vyobrazení této brány se do sebe splétají jako dvě ruce a symbolizují tak znovusjednocení obou částí Berlína. V levé části je umístěna mincovní značka „R“ a iniciály umělce „ES“ (Erik Spiekermann). Kolem vyobrazení je do kruhu vyryt nápis „25o ANNIVERSARIO DELLA RIUNIFICAZIONE DELLA GERMANIA 1990-2015“ (25. výročí znovusjednocení Německa) a název země a rok vydání „San Marino MMXV“. | | |                   |  |
| | | |                   |  |
| Slovensko | 200. výročí narození Ľudovíta Štúra                                                                       | 1 milion mincí | říjen 2015        |  |
| Popis: Na návrhu je zobrazen portrét Ľudovíta Štúra. Na pravé straně portrétu rovnoběžně s hranou vnitřní části mince je uveden rok vydání „2015“ a vpravo od tohoto roku je podél hrany uveden název vydávající země „SLOVENSKO“. Na levé straně portrétu rovnoběžně s vnitřní hranou mince je uveden rok Štúrova narození a úmrtí „1815–1856“ a nalevo od letopočtu je podél hrany uvedeno jméno „ĽUDOVÍT ŠTÚR“. V pravé horní části návrhu se nachází mincovní značka kremnické mincovny (Mincovňa Kremnica) obsahující písmena „MK“ umístěná mezi dvěma razidly. V pravé spodní části jsou stylizovaná písmena „IŘ“, iniciály autora návrhu Ivana Řeháka. | | |                   |  |
| | | |                   |  |
| Vatikán | VIII. světové setkání rodin ve Philadelphii                                                               | 122 tisíc mincí | říjen 2015        |  |
| Popis: Na návrhu jsou vyobrazeny dvě rodiny, které stojí v kruhu a objímají Zemi. V horní části je rok vydání „2015“. Na levé straně je jméno umělce „C. Principe“. Na paži jednoho ze členů rodiny na pravé straně mince je umístěna mincovní značka „R“. Motiv je lemován nápisem „VIII INCONTRO MONDIALE DELLE FAMIGLIE“ (VIII. světové setkání rodin) umístěným v horní části do půlkruhu zleva doprava a ve spodní části je lemován nápisem „CITTA' DEL VATICANO“. | | |                   |  |
| | | |                   |  |
| 19 států eurozóny: Belgie Estonsko Finsko Francie Irsko Itálie Kypr Litva Lotyšsko Lucembursko Malta Německo Nizozemsko Portugalsko Rakousko Řecko Slovensko Slovinsko Španělsko | 30 let vlajky Evropské unie                                                                               | BE 412 500 EE 347 000 FI 500 000 FR 4 000 000 IE 1 000 000 IT 1 000 000 CY 350 000 LT 750 000 LV 1 010 000 LU 1 400 000 MT 300 000 DE 30 000 000 NL 1 000 000 PT 520 000 AT 2 500 000 GR 750 000 SK 1 000 000 SI 1 000 000 ES 4 000 000 | 2. pololetí 2015  |  |
| Popis: Na minci je vyobrazena vlajka EU jako symbol, který spojuje lidi a kultury sdílející vize a ideály o lepší společné budoucnosti. Dvanáct hvězd, jež se postupně mění na lidské postavy, symbolizuje zrození nové Evropy. V pravé horní části je do půlkruhu uveden název vydávající země a roky „1985–2015“. | | |                   |  |
| | | |                   |  |
| Finsko - 2. mince | 150. výročí narození umělce Akseli Gallen-Kallela                                                         | 500 tisíc mincí | říjen 2015        |  |
| Popis: V horní části návrhu je plovoucí labuť z Tuonela, ostrova zesnulých. Vodní hladina pod labutí je zvlněná duchem zesnulých. Název vydávajícího státu „FI“ se nachází na pravém konci vodorovné linie znázorňující hladinu. V dolní části návrhu je znázorněna umělcova paleta a na ní je vyražen rok narození Gallen-Kallela „1865“ a rok vydání mince „2015“. Vedle palety je mincovní značka. Na vnitřním kruhu mince je pod vodorovnou linií vytištěno jméno umělce „AKSELI GALLEN KALLELA“. | | |                   |  |
| | | |                   |  |
| Lotyšsko - 2. mince | Ohrožený druh – čáp černý                                                                                 | 1,01 milionu mincí | říjen 2015        |  |
| Popis: Návrh zobrazuje čápa černého (Ciconia nigra), který je v Evropě považován za jeden ze symbolů snahy o zachování přírodních druhů. Plán na ochranu čápa černého byl v Lotyšsku přijat v roce 2005. V dolní části mince se nachází název vydávající země „LATVIJA“ a pod ním je uveden letopočet vydání „2015“. | | |                   |  |
| | | |                   |  |
| Řecko | 75. výročí smrti Spyrose Luise                                                                            | 750 tisíc mincí | 3. čtvrtletí 2015 |  |
| Popis: Na minci je vyobrazena postava Spyrose Luise vedle poháru, který získal. Pozadí tvoří Panathénský stadion. Kolem vyobrazení je do kruhu vyryt v řečtině název vydávající země „ŘECKÁ REPUBLIKA“ a nápis „75. VÝROČÍ SMRTI SPYROSE LUISE“. Nad pohárem je uveden letopočet vydání „2015“ a napravo od poháru palmeta (mincovní značka řecké mincovny). Ve spodní části návrhu je viditelný monogram umělce (George Stamatopoulos). | | |                   |  |
| | | |                   |  |
| Monako | 800. výročí vybudování prvního hradu na monacké skále                                                     | 10 tisíc mincí | listopad 2015     |  |
| Popis: Na minci je vyobrazena věž na vrcholu skály. V horní části je uveden název vydávající země „MONACO“ se značkami rytce a pařížské mincovny po stranách. V dolní části je nápis „FONDATION DE LA FORTERESSE“ (Založení pevnosti), lemovaný letopočty „1215“ a „2015“. | | |                   |  |
| | | |                   |  |
| Litva | litevský jazyk                                                                                            | 1 milion mincí | prosinec 2015     |  |
| Popis: Na minci je vyobrazeno slovo „AČIŪ“(DĚKUJI) – jedno z nejkrásnějších slov v litevském jazyce. Návrh používá původní typ litevského písma vytvořený na základě latinského typu, aby lépe vyhovoval nejčastějším kombinacím písmen v litevském jazyce. Všechna písmena litevského jazyka jsou vyobrazena na pozadí slova „AČIŪ“ a vytváří tzv. tag cloud. V dolní části je umístěn název vydávající země „LIETUVA“ a pod ním uveden letopočet „2015“. V pravé dolní části se pod slovem „AČIŪ“ nachází mincovní značka litevské mincovny. | | |                   |  |
| | | |                   |  |
| Andorra - 1. mince | 25. výročí podepsání celní dohody s Evropskou unií                                                        | 85 tisíc mincí | prosinec 2015     |  |
| Popis: Návrh zobrazuje v horní části mapu Andorry, do níž je umístěn znak knížectví. Ve spodní části mince se proplétají dvě opačně orientované šipky, které symbolizují celní dohodu mezi EU a Andorrou a na kterých jsou uvedeny roky „1990“ a „2015“ (rok 2015 je rovněž rokem vydání mince) a název vydávající země „ANDORRA“. Kolem mapy Andorry se nachází nápis „25è aniversari de la Signatura de l’Acord Duaner amb la Unió Europea“ (25. výročí podepsání celní dohody s Evropskou unií). | | |                   |  |
| | | |                   |  |
| Andorra - 2. mince | 30. výročí stanovení plnoletosti a politických práv pro muže a ženy na 18 let věku                        | 85 tisíc mincí | prosinec 2015     |  |
| Popis: Návrh zobrazuje mladého člověka, který odevzdává svůj hlas ve volbách. Na hlasovacím lístku, který drží, je nápis „ANDORRA“. Nalevo od zobrazené postavy jsou uvedeny roky „1985“ a „2015“ (rok 2015 je rovněž rokem vydání mince). Okolo celého návrhu se nachází kratší nápis připomínající výročí „30è ANIVERSARI MAJORIA D’EDAT ALS 18 ANYS“ (30. výročí stanovení plnoletosti na 18 let). | | |                   |  |
| | | |                   |  |